# Wolff Olins
Wolff Olins est une agence de conseil sur les marques. Fondée en 1965 notamment par Wally Olins, elle fait partie d'Omnicom Group depuis 2001. Elle a travaillé pour des sociétés et organismes dans différents secteurs, dont ceux de la technologie, des médias et à but non lucratif,.
Le matériel de marque utilisé par le comité organisateur des Jeux olympiques d'été de 2012 est présenté dans une exposition du Design Museum de Londres en 2012. Toutefois, le public britannique a largement critiqué le logo, produit au coût de 400 000 £, certains le disant « puérile ». Toujours en 2012, les marques d'Orange et de la ville de Londres, conçues par Wolff Olins, ont été incluses dans une rétrospective sur le design des années 1948 à 2012 au Victoria and Albert Museum de Londres.
En 2018, Wolff Olins a été jugée comme l'une des agences les plus créatives au monde par le magazine Fast Company.